# Duração do voo
No contexto da aviação, a duração do voo é o tempo que um avião demora a efectuar uma viagem entre dois aeroportos.
Habitualmente, definem-se três tipos de voo de acordo com a sua duração:
- Voo doméstico ou de curta duração/distância (short-haul)
- Voo de médio-curso (medium-haul)
- Voo de longo-curso (long-haul)

Não existe um padrão geral para definir o tempo e a distância de cada um dos três tipos de voo pois depende da natureza de cada companhia de aviação, organização ou país.

## Voo doméstico
No Brasil, voo doméstico é aquele em que os pontos de partida, intermediários e de destino estejam situados em Território Nacional. Para a entidade que gere o espaço aéreo europeu, Eurocontrol, um voo doméstico é um voo cuja distância é inferior a 1 500 km; Para a companhia de aviação Thomas Cook, um voo doméstico é um voo com uma duração inferior a quatro horas; no Reino Unido é um voo com uma distância inferior a 2 000 milhas.

## Voo de médio-curso
O Eurocontrol define um voo de médio-curso como um voo cuja distância entre aeroportos se situa entre 1 500 e 4 000 km; a Air France define este tipo de voo como sendo de duração inferior a 5 horas e dentro do espaço aéreo europeu; a Thomas Cook, por seu lado, define os seus voos de médio-curso como tendo uma duração entre quatro a sete horas.

## Voo de longo-curso
O voo de longo curso é um voo de longa duração e distância. São voos efectuados por aviões do tipo widebody.
De acordo com o Eurocontrol, este voos têm uma distância superior a 4 000 km; para a Air France são voos cuja duração é superior a 5 horas; para a Thomas Cook a duração situa-se acima das sete horas; para o Reino Unido, tanto os voos de médio como de longo-curso têm uma distância superior a 2 000 km; já no caso da Air Berlin, este tipo de voo dura mais de quatro horas.